# Kenny Soderblom
Kenneth „Kenny“ Soderblom (* 5. Oktober 1925; † 19. Juni 2019) war ein US-amerikanischer Jazz- und Studiomusiker (Saxophone, Klarinette, Flöte).

## Leben und Wirken
Soderbloom stammte aus einfachen Verhältnissen; sein Vater war Werkzeug- und Farbhersteller und seine Mutter eine Kosmetikerin. Sein Vater plante, dass er das Familienunternehmen übernimmt. Als er vom Militärdienst im Zweiten Weltkrieg zurückkehrte, beschloss er jedoch Musiker zu werden. Er spielte eine Reihe von Holzblasinstrumenten; schon in der Highschool begann er Klarinette zu spielen, um schließlich zum Tenorsaxophon als Hauptinstrument zu wechseln. Er arbeitete in der Nachkriegszeit als Studiomusiker in der Radio- und Fernsehwerbung, als Orchestermusiker mit Stars wie Burt Bacharach, Harry Belafonte, Natalie Cole, Ella Fitzgerald, Quincy Jones, Henry Mancini, Frank Sinatra, Sonny & Cher und The Temptations. Er tourte außerdem mit Gerry Mulligan und Louis Bellson und begleitete Vokalisten wie Rosemary Clooney, Sarah Vaughan, Nancy Wilson, Tony Bennett, Sammy Davis Jr., Liza Minnelli und Lena Horne.
Soderbloom leitete eine eigene Gruppe, mit der er beim Chicago Jazz Festival gastierte, trat mit dem Chicago Symphony auf und spielte mit dem CBS-Chicago Staff Orchestra. Er trat mehrfach in der New Yorker Carnegie Hall auf und war musikalischer Leiter im Freizeitpark Six Flags Magic Mountain in Kalifornien. Er leitete viele Jahre das Festival Jazz at the Bayfront. Ab den späten 1990er-Jahren lebte er in Florida. Im Bereich des Jazz war er laut Tom Lord zwischen 1956 und 2009 an 25 Aufnahmesessions beteiligt, meist in Chicago u. a. bei Paul Severson, Bill Russo and His Orchestra, Lucy Reed, Sture Swenson/Jack Noren, Mike Simpson, Tony Martell, Oliver Nelson (Fantabulous, 1964), Clarence Shaw, Bunky Green, Warren Kime, Bobby Christian und Les Hooper. 1995/96 nahm er unter eigenem Namen das Album I Dream of Jeanie auf, an dem Kenny Drew junior, Rick Shaw und Eddie Metz junior beteiligt waren. 2009 spielte er mit seiner Frau Leah das Album You and the Night and the Music ein.

## Diskographische Hinweise
- As Long As I Live (1998)
- April in Paris : Kenny & Leah McCoy (2009)